# Ону, Андрей Михайлович
Андре́й Миха́йлович Ону (27 ноября 1881, Москва — 27 сентября 1950, Кламар) — русский дипломат, в 1917 году — поверенный в делах в Швейцарии.

## Биография
Происходил из дворянского рода Ону. Сын дипломата, тайного советника Михаила Константиновича Ону (1835—1901). Братья Александр и Константин также были дипломатами.
В 1896 году поступил в Александровский лицей, который окончил в 1902 году с золотой медалью.
По окончании лицея поступил на службу в Собственную Его Императорского Величества канцелярию по учреждениям императрицы Марии. Позднее перешёл в канцелярию Министерства иностранных дел, где занимал должности 3-го и 2-го секретаря. Дослужился до чина коллежского советника, имел придворное звание камер-юнкера. После Февральской революции был поверенным в делах в Швейцарии и 1-м секретарём Российской миссии в Берне. 26 ноября 1917 года уволен приказом наркоминдела Троцкого.
В эмиграции во Франции, жил в Кламаре. Состоял членом Объединения бывших воспитанников Императорского Александровского лицея. В 1929 году принимал участие в написании «Сборника статей, посвящённых П. Н. Милюкову» (издан в Праге). В Париже продал свою золотую лицейскую медаль, чтобы помочь семье тяжело больного брата Константина.
Скончался в 1950 году. Похоронен на Кламарском кладбище.